# Tratado de cómo al hombre es necesario amar
El Tratado de cómo al hombre es necesario amar, o Tratado de cómo al ome es necesario amar, es una carta del siglo XV atribuida a Alfonso Fernández de Madrigal. En ella explica su enamoramiento a un corresponsal que le reprendió por haberse enamorado. En la obra existen ciertos rasgos de autobiografía, epístola y temática amorosa.
La obra se abre con un exordio que intenta dilucidar para el lector el propósito con el que fue escrita.